# Lavî, Sosnîțea
Lavî (în ucraineană Лави) este localitatea de reședință a comunei Lavî din raionul Sosnîțea, regiunea Cernihiv, Ucraina.

## Demografie
Componența lingvistică a localității Lavî
     Ucraineană (98,68%)
     Rusă (1,32%)
Conform recensământului din 2001, majoritatea populației localității Lavî era vorbitoare de ucraineană (98,68%), existând în minoritate și vorbitori de rusă (1,32%).